# Estación de Havre - Caumartin

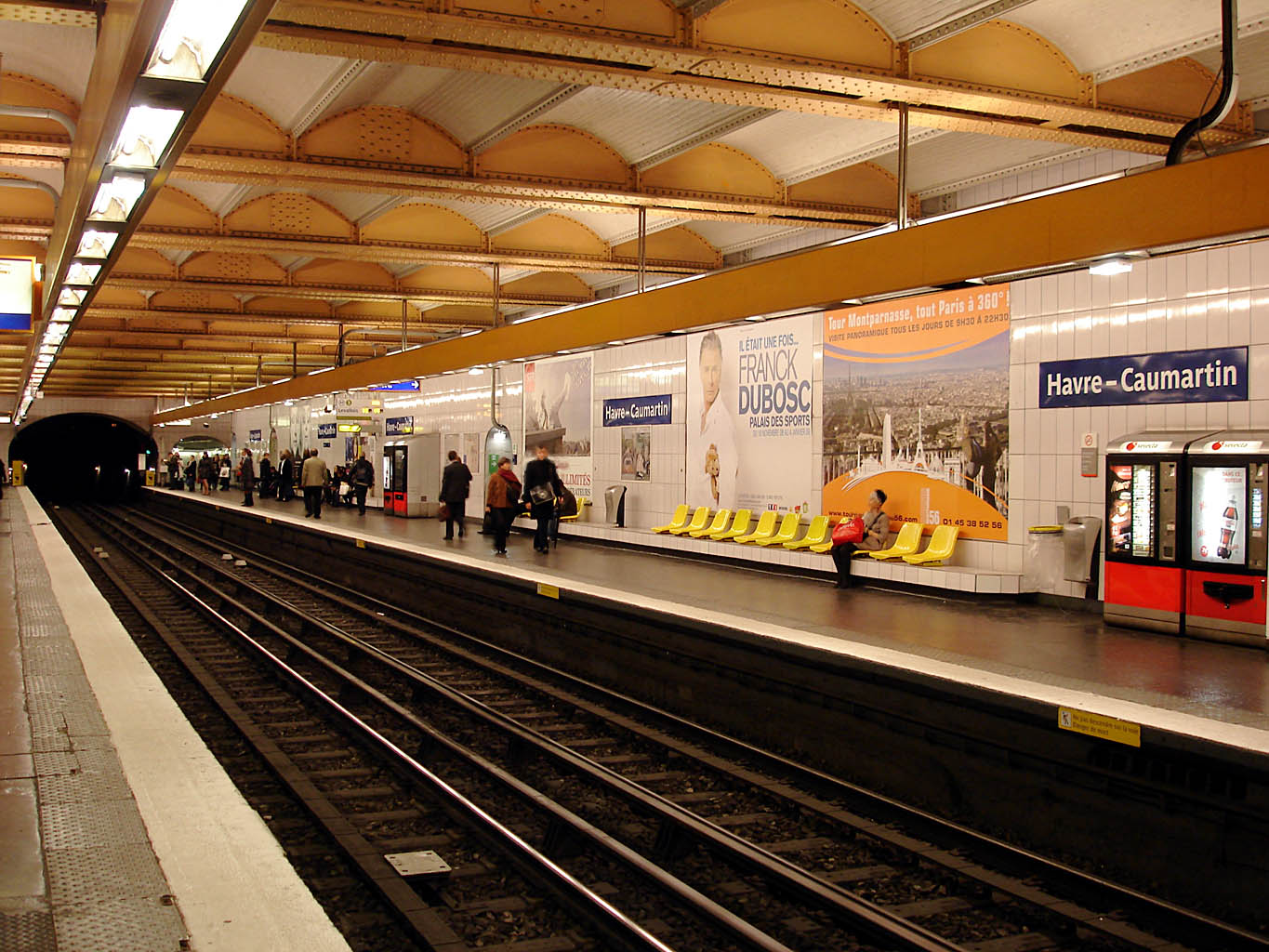
Andenes de la Línea 3

Havre-Caumartin es una estación de las líneas 3 y 9 del metro de París situada en el 9º distrito  bajo la intersección entre el bulevar Haussmann y la calle Caumartin, a 100 m de la calle Le Havre.
Ofrece conexiones con las líneas A y E de la red de cercanías gracias a una serie de pasillos que enlazan con las estaciones de Auber y de Haussmann - Saint-Lazare.

## Historia
La estación abrió al público en 1904, tras la llegada de la línea 3, con el nombre de Caumartin, que se mantuvo hasta 1926, cuando la estación adoptó su nombre actual. Por su parte la línea 9 llegaría el 3 de junio de 1923.
En los años 70, con la construcción de las líneas de RER en el centro de París, se enlazó la estación de Auber con Havre-Caumartin y otras estaciones vecinas mediante pasillos subterráneos que forman un gran intercambiador multimodal de varias estaciones de metro y RER. Esto se amplió con la inauguración de la Haussmann-Saint Lazare de la línea E en 1999. 
Debe su nombre a Antoine-Louis Lefebvre de Caumartin, preboste de los mercaderes de París entre 1778 y 1784 y a la ciudad francesa de Le Havre.

## Descripción

### Estación de la línea 3
Se compone de dos andenes laterales de 75 metros de longitud y de dos vías.
Construida a escasa profundidad, la estación descarta la clásica bóveda del metro parisino y opta por unas paredes verticales, recubiertas de unos azulejos blancos de un tamaño superior a lo habitual, y de un techo metálico formado por tramos semicirculares que sostienen unas vigas de acero pintadas de color naranja. 
La iluminación es de estilo Motte y se realiza con lámparas resguardadas en estructuras rectangulares de color naranja que sobrevuelan la totalidad de los andenes no muy lejos de las vías.
La señalización por su parte usa la moderna tipografía Parisine donde el nombre de la estación aparece en letras blancas sobre un panel metálico de color azul. Por último los asientos, que también son de estilo Motte, combinan una larga y estrecha hilera de cemento revestida de azulejos blancos que sirve de banco improvisado con algunos asientos individualizados amarillos que se sitúan sobre dicha estructura.  

### Estación de la línea 9
Se compone de dos andenes laterales de 75 metros de longitud y de dos vías.
Es una de las pocas muestras del estilo Mouton-Duvernet de la década de los 60 que aún perduran. Muestra unas paredes recubiertas de azulejos de color naranja de varios tonos y una bóveda pintada de negro. Un estilo que si bien gustó inicialmente al romper con el clásico blanco fue posteriormente descartado por oscurecer en exceso las estaciones y basarse en un color que se consideró agresivo.
La señalización por su parte ha sido adaptada a la moderna tipografía Parisine donde el nombre de la estación aparece en letras blancas sobre un panel metálico de color azul. Por su parte, los asientos son individualizados, de color naranja y de estilo Motte.

## Accesos
La estación dispone de cuatro accesos, todos ellos situados en diferentes puntos del bulevar Haussmann.